# Johann Kundrat
Johann Kundrat (ur. 6 października 1845 w Wiedniu, zm. 25 kwietnia 1893 tamże) – austriacki lekarz patolog.
Studiował na Uniwersytecie Wiedeńskim i tam też uzyskał doktorat w 1868 roku. W 1873 habilitował się z anatomii patologicznej, a w 1875 został profesorem nadzwyczajnym na uniwersytecie. W 1877 wykładał patologię w Grazu, a w 1882 objął wiedeńską profesurę anatomii patologicznej. W 1893 został radcą sądowym. Jego uczniem i długoletnim asystentem był Richard Paltauf. Został pochowany na Cmentarzu Centralnym w Wiedniu, a jego pomnik nagrobny zaprojektował rzeźbiarz Theodor Charlemont. 

## Prace
- Ueber lympho-sarkomatosis. Wien klin Wschr 6: 211-213, 234-239, 1893.
- Untersuchungen des menschlichen Endometriums